# Bernard-Louis Chauvelin
Pour les articles homonymes, voir Chauvelin.
Bernard-Louis Chauvelin, de son nom complet François-Claude-Bernard-Louis de Chauvelin (Paris, 1er mars 1716 - Versailles, 24 novembre 1773), marquis de Grosbois, aussi appelé marquis de Chauvelin, est un diplomate, officier et écrivain français.

## Famille
Il est le fils de Bernard Chauvelin et de Catherine Martin d'Auzielle. Il a pour fratrie :
- Jacques-Bernard (1701-1767), seigneur de Beauséjour, avocat au Châtelet (1722), conseiller au Parlement (1725), inspecteur général de la librairie, maître des requêtes (1728), intendant d'Amiens (Picardie) (1731-1751), conseiller d'État (1751), intendant des finances (1753)[3] ;
- Louis Germain Chauvelin, chanoine de Notre-Dame de Paris (1730-1738), abbé de Saint-Jouin-les-Marnes (1730-), grand vicaire d'Amiens, doyen de l'Église du Mans (1732)[3] ;
- Henri Philippe (1714-1770) dit l'abbé de Chauvelin, chanoine de Notre-Dame de Paris (1732-1743), abbé de Montier-Ramey (1734), conseiller au Parlement (1738), janséniste et grand pourfendeur de jésuites[3],[2] ;
- Marie-Reine Chauvelin (†1739), fille de Bernard Chauvelin, épouse (1734) de Guy II Chartraire[3].

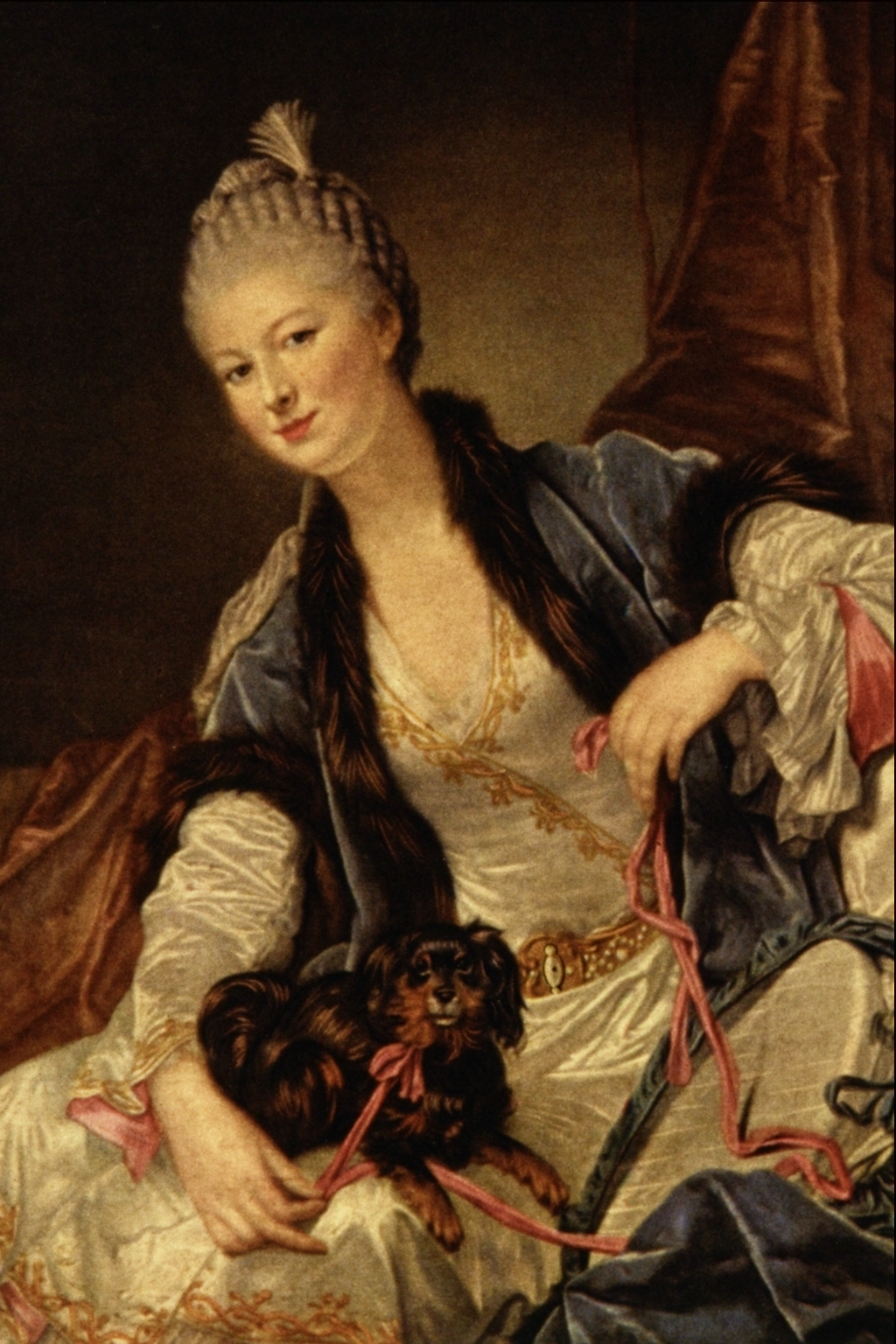
Agnès-Thérèse

Le 15 avril 1758 il épouse Agnès-Thérèse de Mazade d'Argeville. De cette union naissent trois enfants, dont l'ambassadeur François-Bernard, marquis de Chauvelin.

## Biographie
Il sert en Flandre. 
Il est d'abord lieutenant d'infanterie (16 juillet 1732). Passant en Italie en octobre 1733, il est aux sièges de Pizzighettone et du château de Milan (tenu par les autrichiens, qui capitulent) ; 
et en 1734 à ceux de Tortone et de Novare, à la bataille de Guastalla et au siège de la Mirandole (un emplacement stratégique sur la route de l’Allemagne à Rome). Nommé capitaine le 1er avril 1734 et aide-major du régiment le 1er août de cette même année 1734, il est blessé en août à la bataille de Parme. En 1735 il est à la prise de Reggiolo et celle de Revere. Devenant aide-major général de l'armée d'Allemagne le 1er juin 1735, il est à l'affaire de Clausen (octobre). Le 26 novembre, il est fait colonel d'infanterie. 
Le 1er août 1741 il est fait aide-major général d'infanterie dans l'armée de Maillebois et est à l'armée de Westphalie en 1742. Major-général d'infanterie de l'armée d'Italie sous le prince de Conti en 1744 et brigadier le 2 mai 1744, il participe à la conquête du comté de Nice et est blessé le 30 septembre 1744 à la bataille de la Madona del Ulmo. 
En 1745 il passe à l'armée du Bas-Rhin ou l'armée de Haute-Alsace commandée par Coigny. Il participe au siège de Mons, dont il annonce la prise au roi. En récompense, il est créé maréchal de camp le 12 juillet 1745 (selon Chesnay, il est créé maréchal de camp le 12 juillet 1756 par voie de promotion particulière). Il est ensuite à la prise de Namur (du 6 au 30 septembre 1746) et à la bataille de Raucoux (11 octobre 1746). 
En 1747, il était dans Gênes qu'il défendit jusqu'à la paix et il y resta ensuite comme ministre plénipotentiaire avec M. de Guymond jusqu'en 1751.
Le 25 août 1749 il devient lieutenant général. La même année il est envoyé à Gênes comme ministre plénipotentiaire. 
Le 6 mai 1751 il est fait commandeur de l'Ordre de Saint-Louis.
En mars 1753 il est envoyé comme ambassadeur, selon Chesnay auprès du roi de Sardaigne mais selon d'autres sources à Turin, ; un poste qu'il conserve jusqu'en 1764. Dans le même temps, il est nommé maître de la garde-robe du roi, selon certains en 1753 et selon d'autres le 26 janvier 1760. Il est inscrit comme noble au livre d'or par décret du sénat de Gênes le 6 mai 1754. Il reçoit la grand-croix de Saint-Louis le 9 janvier 1756, et une promotion particulière le fait maréchal de camp le 12 juillet 1756. 
Il est commandant-en-chef des troupes du roi en Corse de mai 1768 à juillet 1769. Il débarque en Corse après la signature du traité du 15 mai 1768, il obtient un petit succès puis est battu et rejeté par Pascal Paoli sous les murs de Bastia. Malgré son insuccès, cette expédition en Corse assure l'annexion définitive de l'île à la France.
Il est correspondant de Voltaire.
Il passe ses derniers jours à la cour, dans l'intimité de Louis XV. Une légende prétend qu'une bohémienne ayant prédit à Chauvelin et Louis XV que le premier mourrait exactement six mois avant le second (ce qui s'est effectivement produit), le marquis est entouré de mille attentions de la part du roi (anecdote reprise par exemple par le film de Sacha Guitry Remontons les Champs-Elysées).